# Pleurozia simplicissima
Espèce
Synonymes
- Eopleurozia simplicissima (Herzog) R.M.Schust., 1961[2]

Statut de conservation UICN

 EN B1+2c : En danger
Pleurozia simplicissima, synonyme : Eopleurozia simplicissima, est une espèce de plantes du genre Pleurozia de la famille des Pleuroziaceae.